# محمدو ایسوفو
محمدو ایسوفو یا محمد ایسوفو (به انگلیسی: Mahamadou Issofou) (زاده ۱ ژانویه ۱۹۵۲)سیاستمدار اهل نیجر که از سال ۲۰۱۱ تا ۲۰۲۱، رئیس‌جمهور نیجر بود. همچنین وی نخست‌وزیر نیجر بین سال‌های ۱۹۹۳ تا ۱۹۹۴ بوده‌است.
ایسوفو، رئیس شورای ملی نیجر از سال ۱۹۹۵ تا ۱۹۹۶ بود، او در هر یک از انتخابات ریاست جمهوری نیجر از سال ۱۹۹۳ تا ۲۰۱۱ نامزد بوده‌است. او حزب حزب سوسیال دموکرات «نیجر برای دموکراسی و سوسیالیسم» را از سال ۱۹۹۰ پایه‌گذاری کرد.